# Anolis extremus
Anolis extremus (барбадоський аноліс) — вид ігуаноподібних ящірок родини анолісових (Dactyloidae). Мешкає на Карибах.

## Поширення і екологія
Барбадоські аноліси були ендеміками Барбадоса і були інтродуковані на Сент-Люсію і Бермудські острови, у Венесуелу (Каракас), за деякими свідченнями також на Флориду та Тринідад. Вони живуть в сухих тропічних лісах, трапляються в садах. Зустрічаються на висоті до 343 м над рівнем моря.